# Richard Stockton Field

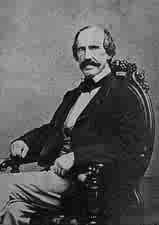
Richard Stockton Field

Richard Stockton Field (* 31. Dezember 1803 in White Hall, Burlington County, New Jersey; † 25. Mai 1870 in Princeton, New Jersey) war ein US-amerikanischer Politiker (Republikanische Partei), der den Bundesstaat New Jersey im US-Senat vertrat.
Richard Stockton Field entstammte einer bekannten Politikerfamilie. Sein Großvater Richard Stockton war Delegierter zum Kontinentalkongress, sein Onkel Richard Stockton saß von 1796 bis 1799 ebenfalls für New Jersey im Senat und war 1820 Kandidat der Föderalisten für das Amt des Vizepräsidenten.
Nachdem er 1810 mit seiner Mutter nach Princeton gezogen war, absolvierte Field eine akademische Ausbildung und machte 1821 seinen Abschluss am College of New Jersey, der heutigen Princeton University. In der Folge studierte er die Rechtswissenschaften, wurde 1825 in die Anwaltskammer aufgenommen und begann in Salem zu praktizieren. Ab 1832 lebte er wieder in Princeton. Sein erstes politisches Mandat hatte Field 1837 als Abgeordneter im Repräsentantenhaus von New Jersey inne; von 1838 bis 1841 war er Attorney General des Staates. Er nahm 1844 am Verfassungskonvent von New Jersey teil und war 1847 als Dozent an der Princeton Law School tätig.
Nach dem Tod von US-Senator John Renshaw Thomson am 12. September 1862 wurde Richard Stockton Field zu dessen Nachfolger im Kongress ernannt. Er nahm sein Mandat in Washington, D.C. ab dem 21. November desselben Jahres wahr und übte es bis zum 14. Januar 1863 aus, als ihn der bei der Nachwahl siegreiche James Walter Wall ablöste. Field schied aus dem Senat aus und wurde noch im selben Jahr von US-Präsident Abraham Lincoln zum Richter am Bundesbezirksgericht für den Bezirk New Jersey ernannt. Auf diesem Posten blieb er bis zu seinem Tod im Jahr 1870.